# Roads & Kingdoms
Roads & Kingdoms — независимое онлайн-издание, которое раскрывает темы культуры и политики через кухню и путешествия. Компания «Roads & Kingdoms» была основана в 2012 году опытными журналистами Натаном Торнбургом и Мэттом Голдингом, а также графическим дизайнером Дугласом Хьюмаником, которое базируется в Бруклине, Нью-Йорк, и Барселоне, Испания В 2017 году компания «Roads & Kingdoms» получила премию Фонда Джеймса Берда в номинации «Публикация года». В 2019 году компанией «Roads & Kingdoms» была получена премия National Magazine Awards за веб-сайт, сервис и стиль жизни.
Писатель и телеведущий Энтони Бурден был партнером и инвестором компании с 2015 года до своего самоубийства в июне 2018 года. Его партнерство с Roads & Kingdoms и CNN над цифровым сериалом «Исследуйте неизведанные места» было награждено премией «Эмми» в 2018 году.

## История
Первоначально созданный как Tumblr в конце 2011 года, Roads & Kingdoms стал самофинансируемым веб-сайтом в 2012 году. Компания была названа в честь «Книги путей и дорог», написанной андалузским географом Аль-Бакри в XI веке. Roads & Kingdoms публикует статьи писателей со всего мира, в которых особое внимание уделяется местным корреспондентам. Их контент включает подробные отчеты, статьи о еде и практические путеводители.
В 2015 году соучредитель Roads & Kingdoms Мэтт Голдинг в сотрудничестве с издательством Bourdain в HarperCollins опубликовал книгу «Rice, Noodle, Fish: Deep Travels Through Japan’s Food Culture» («Рис, лапша, рыба: глубокие путешествия по культуре питания Японии»), которая впоследствии стала первой из серии из трех аналогичных книг, выпущенных Roads & Kingdoms, включая также «Виноград, оливки, свинина: глубокие путешествия по культуре питания Испании» (2016) и «Паста, хлеб, вино: глубокие путешествия по культуре питания Италии» (2018). В том же году Бурден также стал партнером, инвестором и главным редактором веб-сайта Roads & Kingdoms.
В начале 2017 года сайт запустил подкаст «Поездка», посвященный историям путешествий, организованный Торнбургом, с камео от Бурдена. После самоубийства Бурдена в 2018 году «Поездка» переключила свое внимание на еженедельные гостевые интервью.
Также в 2017 году Roads & Kingdoms в партнерстве с CNN создали веб-сайт и веб-сериал для гастрономического шоу Бурдена «Энтони Бурден: Неизведанные места», озаглавленную «Исследуйте неизведанные места» («Explore Parts Unknown»), за которое они получили Прайм-таймовую премию «Эмми» в 2018 году. На сайте представлены путевые заметки, эксклюзивные видеоролики и закулисный контент из каждого пункта назначения, который Бурден посетил для программы «Неизведанные места».

## Награды
- Премия National Magazine Award 2019 за веб-сайт, сервис и стиль жизни[4].
- Прайм-таймовая премия «Эмми» 2018 за выдающуюся документальную короткометражку, «Неизведанные места»[5].
- James Beard Foundation Award[англ.] 2018 за журналистику, связанную с питанием[3].
- James Beard Foundation Award 2017 за публикацию года[14].
- Webby Awards 2017[15].
- Лауреат премии IACP 2017: за литературные или исторические произведения о кулинарии (за книгу «Виноград, оливки, свинина»)[8].
- Обладатель премии Gourmand World Cookbook Award (за книгу «Виноград, оливки, свинина»)[8].
- Лучшая книга Amazon за ноябрь 2016 года (за книгу «Виноград, оливки, свинина»)[8].
- Книга года о путешествиях 2016 года по версии Общества американских писателей-путешественников (за книгу «Рис, лапша, рыба»)[16].
- Финалист премии IACP Awards 2016 (за книгу «Рис, лапша, рыба»)[16].
- Названа одной из «Лучших книг 2016 года» по версии Financial Times (книга «Рис, лапша, рыба»)[16].
- Золотая награда Общества американских писателей-путешественников 2013 за лучший сайт, посвященный журналистике путешествий[17].